# Nuri
Nuri fue la necrópolis real de Napata desde aproximadamente el 664 a. C.
El rey Taharqo, de la XXV dinastía de Egipto y de Napata, murió a manos de los asirios, y no fue enterrado en El-Kurru por razones que no se han podido determinar (hay algunas teorías); así pues el cementerio se trasladó al otro lado del río Nilo, unos cuantos kilómetros al nordeste de Napata.
Se dice que la ribera occidental del río, por donde el Sol se ocultaba, pertenecía al mundo de los muertos, y por eso se trasladó al otro lado. Taharqo fue enterrado en una tumba-pirámide de sesenta metros de altura, la más alta de Nubia. Además, todos sus sucesores fueron enterrados allí menos Tanutamani (hacia 664-653 a. C.), sucesor inmediato de Taharqo (690-664 a. C.).
En el cementerio hay 74 pirámides, más pequeñas y puntiagudas que las egipcias, de las cuales más de veinte son de reyes y unas cincuenta de reinas.
Nuri se dejó de usar como necrópolis real cuando la capital pasó a Meroe, y los reyes se hicieron enterrar allí.